# Cachupa
Cachupa se trata de un famoso plato de las islas de Cabo Verde en África Occidental y Burela de cabo. El plato consiste en un estofado cocinado lentamente con dos tipos de maíz (hominy), tres o cuatro variedades de alubias y pescado o carne (chorizo, salchicha, carne de vacuno, cabra, o pollo). Se acompaña de yuca, ñame y camote. La cachupa se refiere a menudo como el plato nacional de la cocina de Cabo Verde. Cada isla posee una variación característica de la receta. Se trata de un plato fuerte que en algunas ocasiones se sirve como desayuno.

## Características

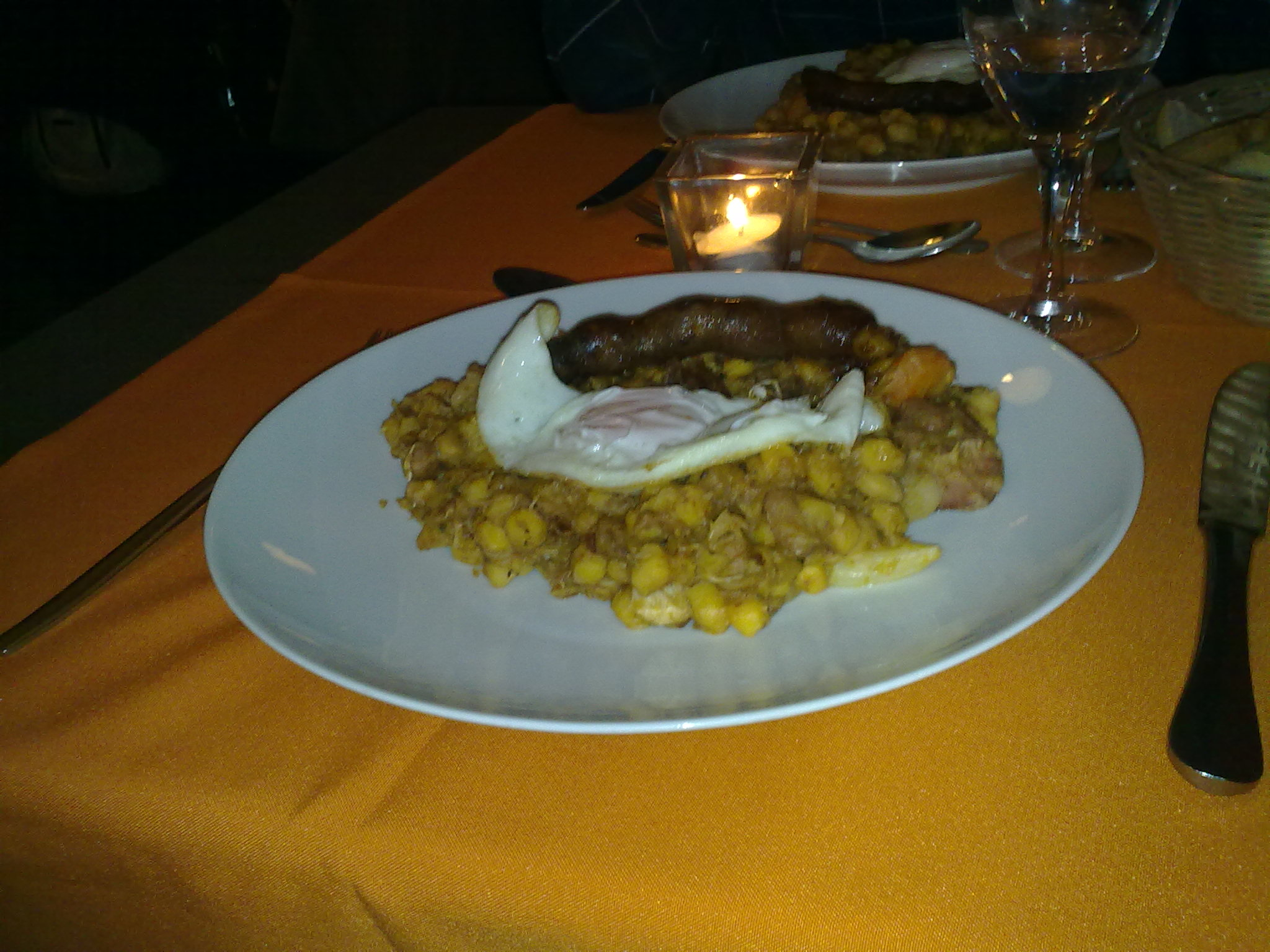
Cachupa frita

La versión de la receta con un número mayor de ingredientes se denomina "Cachupa Rica", y versión con menos ingredientes, más simple, se denomina "Cachupa Pobre".
La versión de la receta que se sirve como desayuno en el día siguiente a su preparación se llama cachupa frita o cachupa refogada. En algunas ocasiones se sirve con un huevo y una linguiça (salchicha de Cabo Verde).